# أبو عبد الله بن العباس العبادي التلمساني
أبو عبد الله محمد بن أبي عبد الله محمد بن العبّاس بن محمد بن عيسى العُبّادي التّلمساني، من علماء بداية القرن العاشر الهجري، السادس عشر ميلادي بتلمسان.

## مولده
تتلمذ أبو عبد الله بن العباس على يد علماء تلمسان من تلاميذ أبيه الإمام ابن العباس المتوفي سنة 871 هـ 1467 م  وقد جاز ثمانين سنة مما يدل على الأرجح أن سِنّه لم يتجاوز ثلاثين سنة عند وفاة أبيه. بالتالي يرجح أنه ولد بين 840 هـ و845 هـ / 1436 م و1441 م.

## شيوخه
- أبوه محمد بن العباس التلمساني (توفي بعد سنة 871 هـ 1467 م):[3] إمام تلمسان ومفتيها بوقته.
- الحافظ التنسي التلمساني (توفي سنة 899 هـ 1494 م):[4] أبو عبد الله محمد بن عبد الله بن عبد الجليل التنسي التلمساني، صاحب كتاب «الطراز في شرح ضبط الخراز». قال عنه أبو عبد الله بن العباس: «لازمت مجلس الشيخ الفقيه العالم الشهير سيدي التنسي عشرة أعوام، وحضرت إقراءه تفسيرا وحديثا وفقها وعربيّة وغيرها».[5]
- أحمد بن زكري التلمساني (توفي سنة 900 هـ 1494 م):[6] مفتي تلمسان وكبير فقهائها بوقته.
- محمد بن يوسف السنوسي التلمساني (توفي سنة 895 هـ 1490 م):[7] الإمام السنوسي المعروف صاحب العقائد ورائد علم الكلام بوقته.
- ابن مرزوق الكفيف (824 هـ 1421 م – 901 هـ 1496 م):[8] محمد ابن الحفيد بن مرزوق، كبير آل ابن مرزوق بوقته ومن أكابر علماء تلمسان. قال عنه أبو عبد الله بن العباس: «شيخنا ومفيدنا علم الأعلام وحجة الإسلام آخر حفاظ المغرب»، وقال: «قرأت عليه الصحيحين وبعض مختصري ابن الحاجب الفرعي والأصلي وحضرت عليه جملة من التهذيب وبعض الخونجي وغيرها»
- ابن مرزوق حفيد الحفيد (توفي بعد سنة 920 هـ 1514 م):[9] وهو سبط الحفيد ابن مرزوق. قال عنه أبو عبد الله بن العباس: «هو آخر علماء قطرنا الآخذ من كل فن بأوفر نصيب الحائز قصب السبق فيه خصوصا علم الحديث فإنّه حصل له بالفرض والتعصيب، صدر الحفاظ المبرزين وإمام الجهابذة النقاد المتقنين السيد الأعدل الأكمل ابن السيدة حفصة بنت زعيم العلماء وسيد الكلمة الشرفاء العالم المطلق سيدي محمد بن مرزوق الحفيد، قرأت عليه ألفاظا من الشفا لعياض والبردة والشقراطيسية وشمائل الترمذي وتأليف جده الأعلى الخطيب ابن مرزوق وهو الذي يجتمع فيه أبوه وامه المسمى بعجالة المستوفر المستجاز وحضرت عليه تفسير القرآن وقراءته صحيح البخاري وسمعت عليه أيضا جملة الصحيحين».
- محمد بن أبي مدين التلمساني (توفي سنة 915 هـ 1509 م):[10] أبو عبد الله محمد بن أبي مدين، من علماء تلمسان، برع خاصة في العلوم العقلية. قال عنه أبو عبد الله بن العباس: «شيخنا السيد الفاضل العلامة أبو عبد الله محيي دارس علم الشريعة، علم الأعلام، حائز قصب السبق منقولا ومعقولا، خصوصا علم الكلام، لولا هو لتلاشى علم المعقول بأسره بمغربنا، تفقهت عليه دراية في مقدمة السنوسي وصغراه وكبراه ومختصره المنطقي، ودولا من شرح الكبرى ومختصر الأبي على مسلم وابن الحاجب الأصلي وتلخيص المفتاح، ودولا من البخاري رواية».
- محمد بن غازي المكناسي (توفي سنة 910 هـ 1504 م):[11] انتهت إليه رئاسة العلماء بفاس بوقته. سافر أبو عبد الله بن العباس إلى فاس ولازم دروسه ثم عاد إلى تلمسان.

## تلاميذه
لم يذكر المترجمون لأبي عبد الله بن العباس من أخذ عنه من تلاميذه. وذكر بعض المحققين أحدهم وهو:
- محمد شقرون بن أحمد بن أبي جمعة الوهراني الفاسي (توفي سنة 929 هـ 1523 م):[12][13] ولد بوهران وارتحل مع أبيه إلى فاس وتوفي بها. من تآليفه «الجيش الكمين لقتال من كفر عامة المسلمين».[14]

## مكانته العلميّة
كان أبو عبد الله بن العباس من علماء وقته المعروفين، برع في النحو مثل أبيه وفي بقية الفنون العلمية التي أخذها عن شيوخه. وصفه ابن مريم بـ:«العالم الفقيه النحوي»  ووصفه أبو العباس المقري بـ:«العلامة». وهو الوحيد من علماء تلمسان الذي ذكر من تلاميذ ابن غازي المكناسي بفاس ورجع بعلمه في الفقه والقراءات والحساب إلى تلمسان.

## مصنفاته
- شرح المسائل المشكلات في مورد الظّمآن.[15]
- ذكر ابن مريم والتنبكتي أنهما وقفا على بعض مرويات وأبحاث أبي عبد الله بن العباس، ونقلا عنه في تراجم بعض شيوخه ولم يذكرا هذه المصنفات.

## أسرته
- العباس بن أبي عبد الله[17] ذكره ابن مريم بالسيد العباس العبادي، كان معاصرا لعبد الرحمن اليعقوبي تلميذ ابن الحاج اليبدري.
- ابنه أو حفيده محمد بن العباس بن محمد بن محمد بن العباس (توفي 1011 هـ 1603 م)[18] يعرف بان العباس الصغير.

## وفاته
توفي في حدود أو بعد سنة 920 هـ 1514 م.